# Jorge Iggor
Jorge Iggor Collaro (Rio de Janeiro, 19 de agosto de 1985) é um jornalista esportivo e narrador brasileiro, conhecido por trabalhar nas mídias dos canais Esporte Interativo.
Tornou-se notório por trabalhar no canal Esporte Interativo e nos canais irmãos. Jorge Iggor fez parte do Esporte Interativo do ínicio do projeto em 2007 até o fim do projeto quando a Turner Broadcasting System Latin America, atual Warner Bros. Discovery Americas adquiriu o canal por completo em 2015. Durante o período na emissora o locutor esportivo se destacou fazendo transmissões de diversos eventos nacionais e internacionais obtendo notoriedade durante a exibição dos jogos da Liga dos Campeões da UEFA.
Em janeiro de 2021, o Esporte Interativo passa a se chamar TNT Sports (Brasil) e Jorge Iggor esteve presente desde do ínicio.
Em agosto de 2025, fechou contrato com o Grupo Globo para o futuro projeto chamado GE TV onde as transmissões esportivas serão feitas pelo Youtube.
Jorge é apaixonado pelo futebol boliviano e torcedor declarado do Santos.

## Carreira
Iniciou a carreira aos 19 anos na Rádio Grande Rio, de Itaguaí. Depois passou pelas rádios Carioca e Brasil. Trabalhou na cobertura dos Jogos Pan-Americanos de 2007 pela Rádio Record de São Paulo.
Em 2007, foi contratado pelo Esporte Interativo, tendo sua primeira experiência em TV.
Em 2012, ele tirou licença médica para realização de cirurgia de adenoide e desvio do septo nasal.
Em 2015, foi nomeado no livro Os Mestres do Espetáculo como o futuro da narração esportiva brasileira.

### Câncer na tireoide
Em maio de 2021, Jorge descobriu que estava com um câncer na tireoide. Em setembro do mesmo ano ele anunciou que o tratamento a que foi submetido foi bem sucedido, e ele estava oficialmente recuperado da doença.

### Saída da TNT Sports e ida para a Globo
Em agosto de 2025, Jorge Iggor anunciou a sua saída da TNT Sports, onde trabalhava há 18 anos, desde quando a emissora ainda se chamava Esporte Interativo.
O destino do narrador será o Grupo Globo, onde será a principal voz do GE TV, novo projeto esportivo da Globo que será lançado no YouTube, competindo diretamente com a CazéTV.

## Prêmios e Indicações
| Ano  | Prêmio                                       | Categoria             | Resultado | Ref.          |
| ---- | -------------------------------------------- | --------------------- | --------- | ------------- |
| 2011 | Prêmio Mídia Esporte de Jornalismo Esportivo | Narrador de TV Aberta | Indicado  | [ 21 ] [ 22 ] |
| 2022 | Pesquisao UOL                                | melhor narrador       | Indicado  | [ 23 ]        |

### Outros prêmios
- 2023: Botão de prata do Youtube -> 100mil inscritos